# Верхньосалтівський археологічний комплекс
Верхньосалтівський археологічний комплекс — городище і катакомбний могильник, пам'ятка археології національного значення, охоронний № 200017-Н, взятий під охорону держави Постановою КМУ № 928 від 03.09.2009.

## Датування
Середина VIII — середина XVIII ст. н. е.

## Площа
Загальна площа городища ≈4,0 га, єдиного дворища ≈0,6 га. Територія могильників не визначена.

## Розташування
Комплекс розташований на високому правому березі Сіверського Донця в селі Верхній Салтів Чугуївського району Харківської області. Городище розміщується у східній частині села, могильник — на північних околицях села.

## Історія дослідження
Городище згадується в писемних джерелах ще в середині 16 ст. Початок дослідженням поклали роботи Миколи Макаренка (1905 р.) та Василя Бабенко (1906). В середині 20 ст. (1947—1948 рр.) їх відновив Семен Семенов-Зусер. Масштабні роботи проводилися загоном Р. І. Ветштейн, яка працювала в складі експедиції ІА УРСР на чолі з Дмитром Березовцем. У 1997—2002 роботи на городищі проводила Н. В. Чернігова (1997 р. — в складі Середньовічної експедиції Харківського педуниверситету ім. Г. С. Сковороди під загальним керівництвом В. В. Колоди, а з 1998 — самостійна експедиція ХНУ ім. В. Н. Каразіна). У 2004 р. невеликі роботи провів Г. Є. Свистун, який керував окремим дослідницьким загоном Середньовічної експедиції Харківського педуніверситету (загальний керівник — В. В. Колода). На початку нашого століття проводилися ґрунтознавчі дослідження (В. В. Колода, Ф. М. Лисецький, Ю. Г. Чендєв).

## Опис
Археологічний комплекс в с. Верхній Салтів складається із городища та катакомбного могильника. Городище має в плані вид сегменту, обмеженого зі сходу лінію берега Печенізького водосховища, а із західного за північного боків — глибоким яром. Із півночі на південь дугою йдуть три захисні лінії ранньосередньовічного укріплення, створеного за системою «рів — ґрунтовий вал». Два зовнішні вали були суто ґрунтовими, поверх яких створювалася в закладній техніці дерев'яна стіна. Внутрішня лінія оборони — цитадель — мала кам'яно-ґрунтову основу валу, поверх якого була дерев'яна конструкція, яка мала додаткове глиняне обмазування.  Захисна лінія фортеці нового часу (17 століття) із частоколом та дерев'яними вежами була поставлена на середню лінію ранньосередньовічної оборони. Додаткова зовнішня захисна лінія збереглась лише рештками рову у своїй північній частині.
На теперішній час на городищі досліджено ≈1500 м2, рештки оборонних споруд, виявлено 6 жител та ряд господарчих ям, що відносяться до періоду салтівської археологічної культури (середина VIII — середина X ст.)
Потужність культурного шару на різних ділянках дворища сягає 80 см, він слабо насичений артефактами салтівської культури та слобожанського часу. Рештки захисних споруд збереглися фрагментарно (головним чином у північній частині). Вали зараз мають висоту 1-1,5 м, рови збереглися на глибину до 1 м.
В катакомбному могильнику територіально виділено (локалізовано чотири частини (могильник-I — могильник-IV). Зараз найбільш доступним для дослідження є так званий Могильник-V, який розташований практично на північній околиці с. Верхній Салтів (вздовж східного борту Нетечинського яру) за 700 м на захід від городища.

## Сучасне використання
З XIX ст. східні схили яру, що відрізав узвишшя з городищем від плато, починають забудовуватися приватними садибами, а з кінця XX ст. приватна забудова починається і на самому дворищі городища (на цитаделі).